# Красноармейское (Новоазовский район)
Красноарме́йское (укр. Красноармійське) / Крещатицкое (укр. Хрещатицьке) — село на Украине, расположено в Новоазовском районе Донецкой области. Находится под контролем самопровозглашённой Донецкой Народной Республики.

## География
В Донецкой области до 2016 года имелся одноимённый населённый пункт — село Красноармейское в Славянском районе. Позже оно было переименовано.

#### Соседние населённые пункты по сторонам света
С: Сосновское, Украинское, Первомайское, Приморское
СЗ: —
СВ: Шевченко, Чумак
З: Куликово, Октябрь
В: Казацкое, Порохня
ЮЗ: Заиченко
ЮВ: Качкарское, Патриотичное
Ю: Митьково-Качкари, Веденское, Весёлое

## История
В советское время село было центральной усадьбой колхоза «Перемога» Будённовского района (до 1958 года — Хрещатицкая МТС). В этом колхозе трудился Герой Социалистического Труда Степан Фомич Плешивый.
12 мая 2016 года Верховная Рада Украины присвоила посёлку название Крещатицкое в рамках кампании по декоммунизации на Украине. Переименование не было признано властями самопровозглашенной ДНР.

## Общие сведения
Код КОАТУУ — 1423683301. Почтовый индекс — 87612. Телефонный код — 6296.

## Инфраструктура
Через село проходит дорога Т-0519 Мариуполь — Тельманово. В советские времена действовал крупный колхоз «Заря коммунизма».

## Население
- 1897 — 1034 чел. (перепись), православных — 1024 (99,0 %)
- 1970 — 1287 чел.
- 1976 — 1191 чел.
- 2001 — 1235 чел. (перепись)

В 2001 году родным языком назвали:
- украинский язык — 990 чел. (80,16 %)
- русский язык — 241 чел. (19,51 %)
- армянский язык — 2 чел. (0,16 %)
- греческий язык — 1 чел. (0,08 %)

## Адрес местного совета
87612, Донецкая область, Новоазовский район, с. Красноармейское, ул. Комсомольская, д.17